# Riksdagsmannagården i Axtorp
Riksdagsmannagården i Axtorp är en gård i Förlanda socken, Kungsbacka kommun som beboddes av riksdagsmannen Aron Christoffer Gunnarsson. Gården förklarades som byggnadsminne år 1994.
Gården har anor från 1600-talet. De äldsta bevarade byggnaderna är uppförda efter den brand som ödelade hela Axtorps by den 1 juni 1836. Gården flyttades inte vid laga skifte. På 1800-talet ansågs den vara den främsta i socknen och var 1867 den enda som var rödmålad.
På 1940-talet installerades elektricitet på riksdagsmannagården, men aldrig rinnande vatten eller telefon.

## Galleri

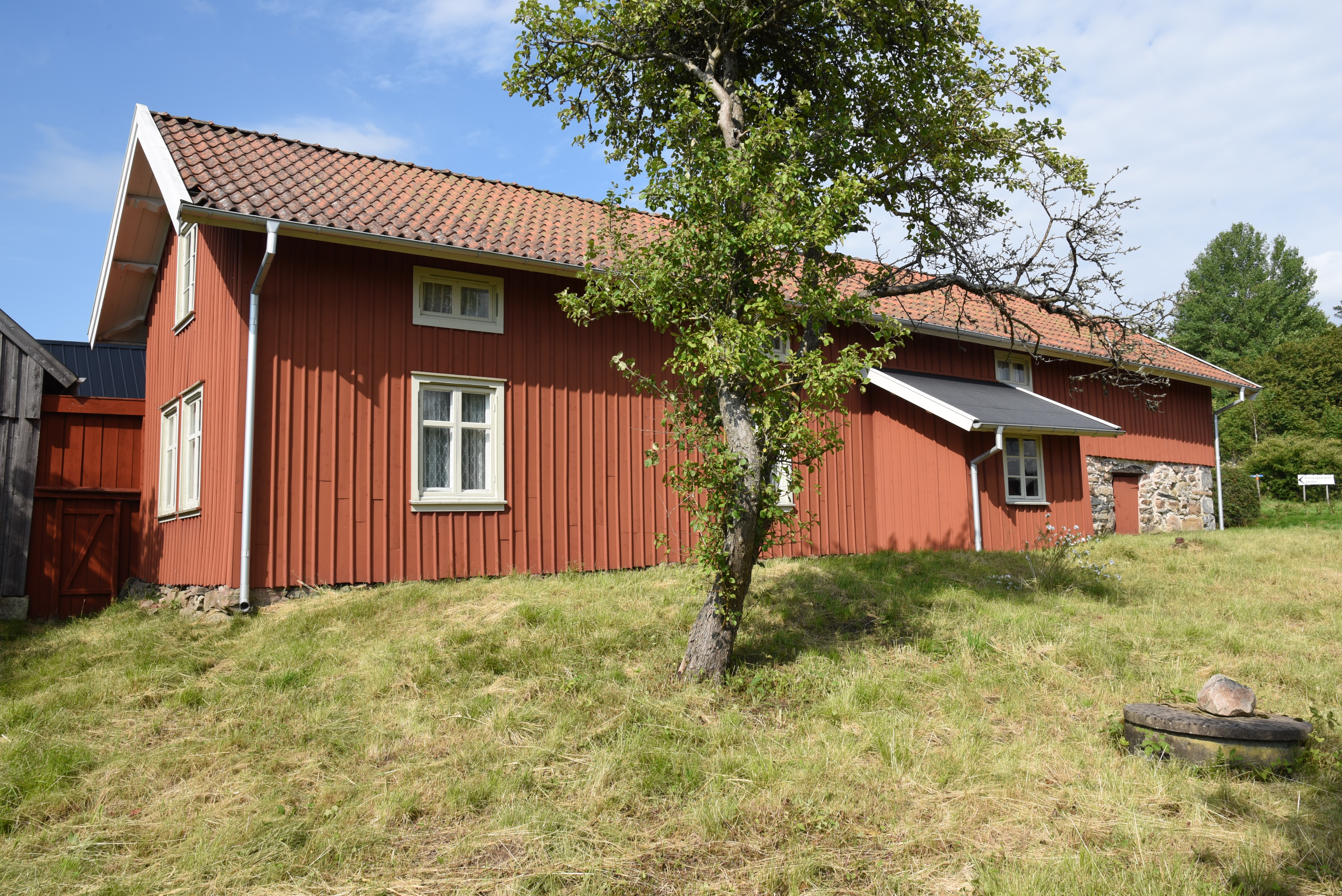
Baksidan av gården.
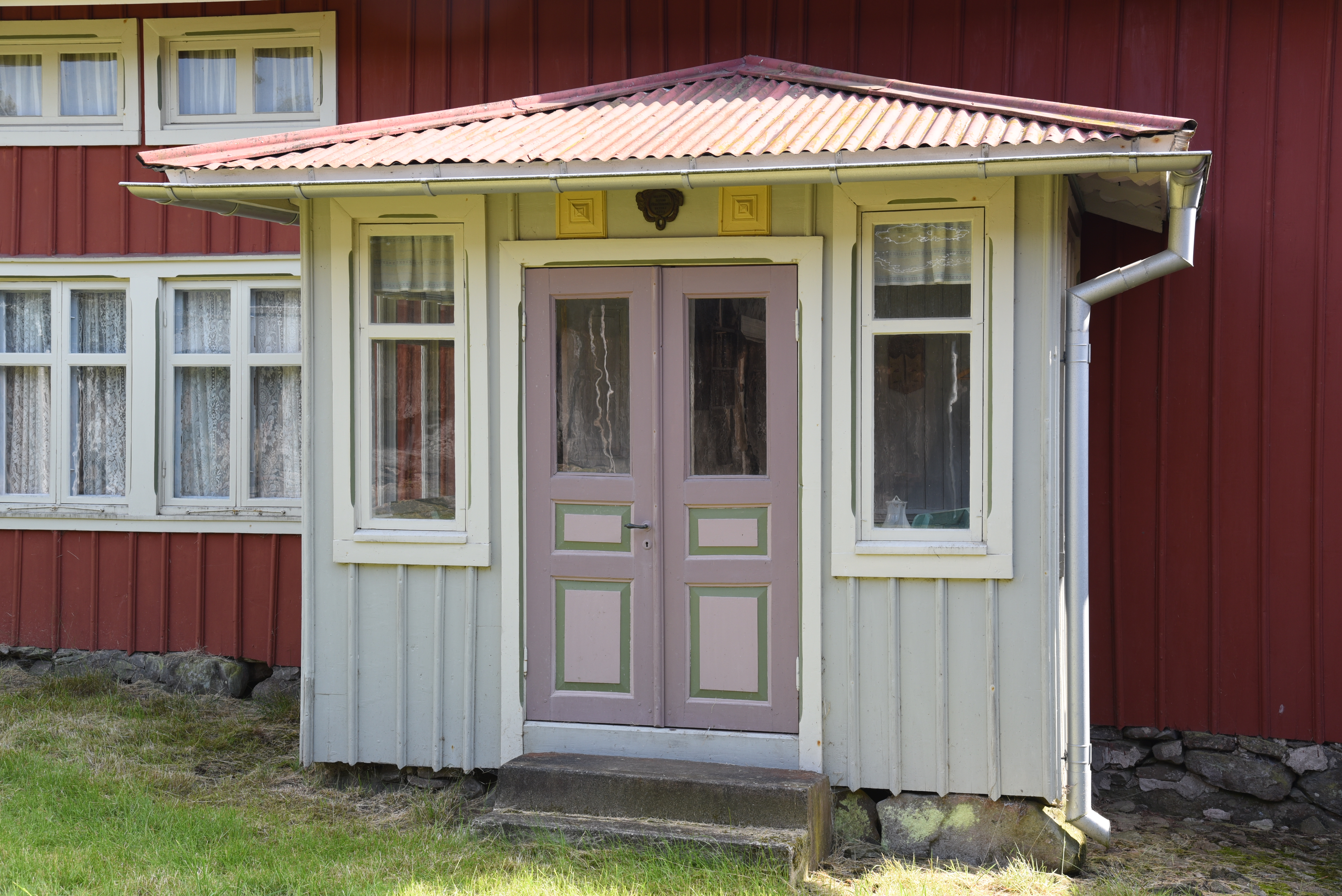
Entrén till husets största rum – stugan.
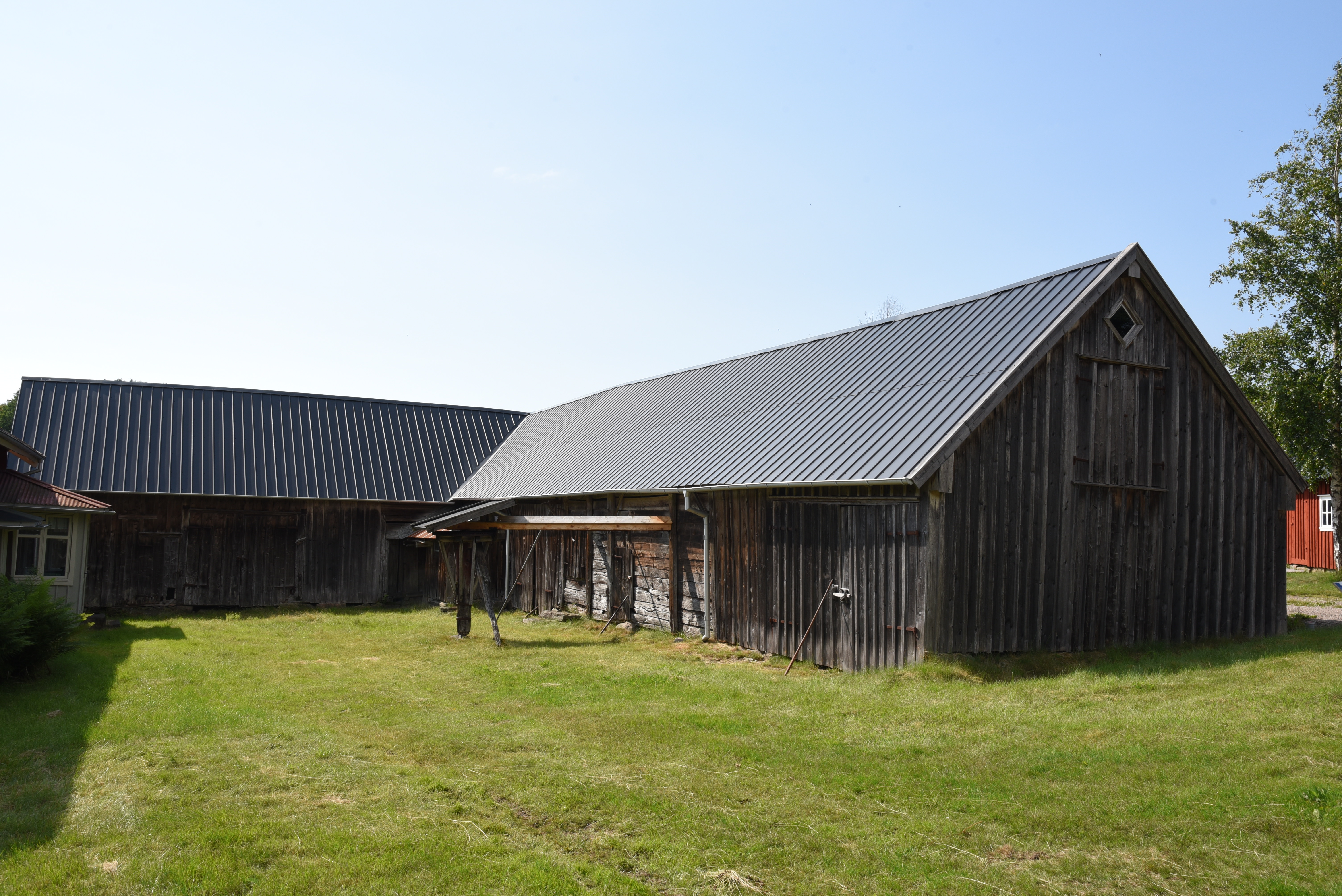
Uthusen.
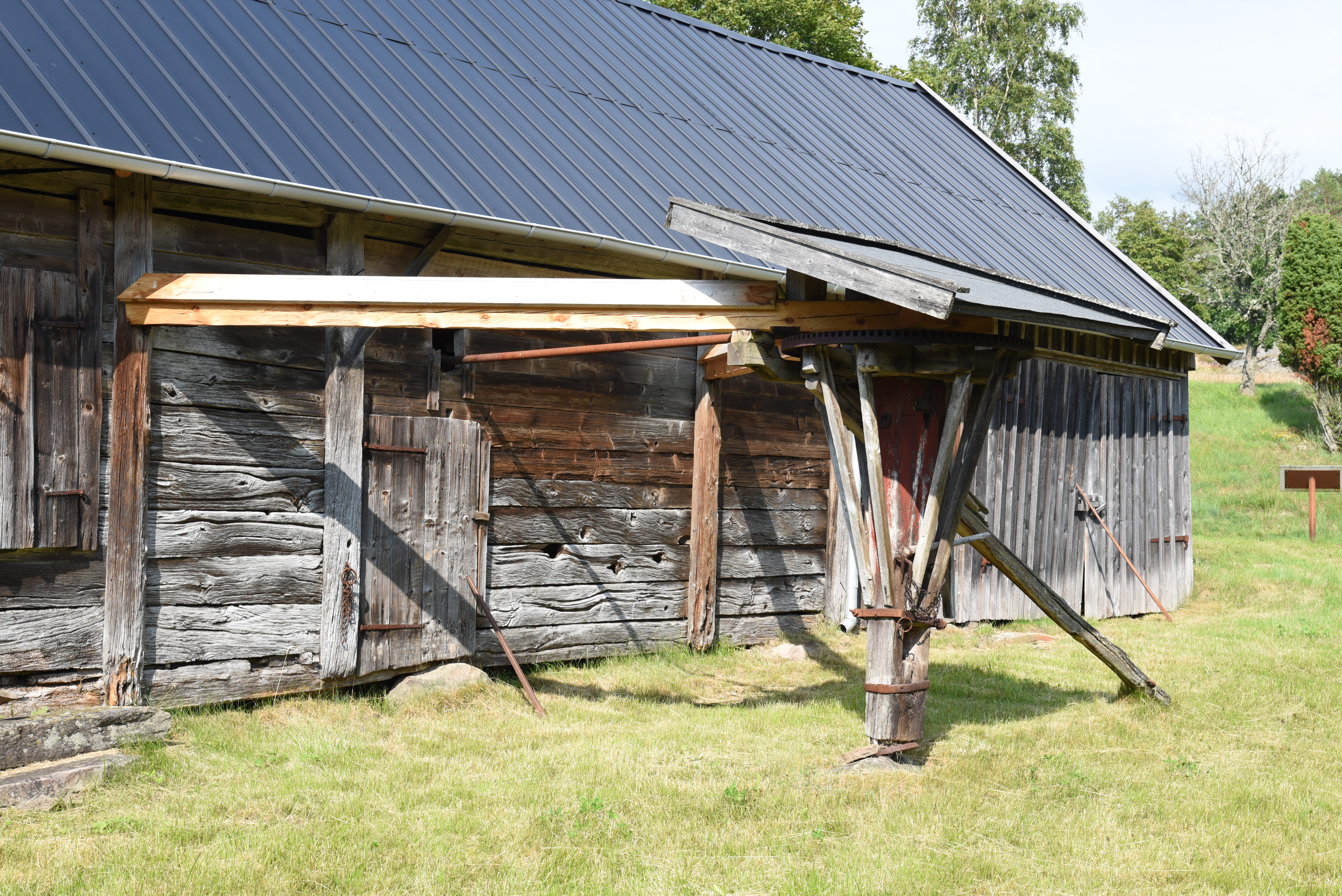
"Vandringen" till tröskverket.